# EgyptAir Cargo

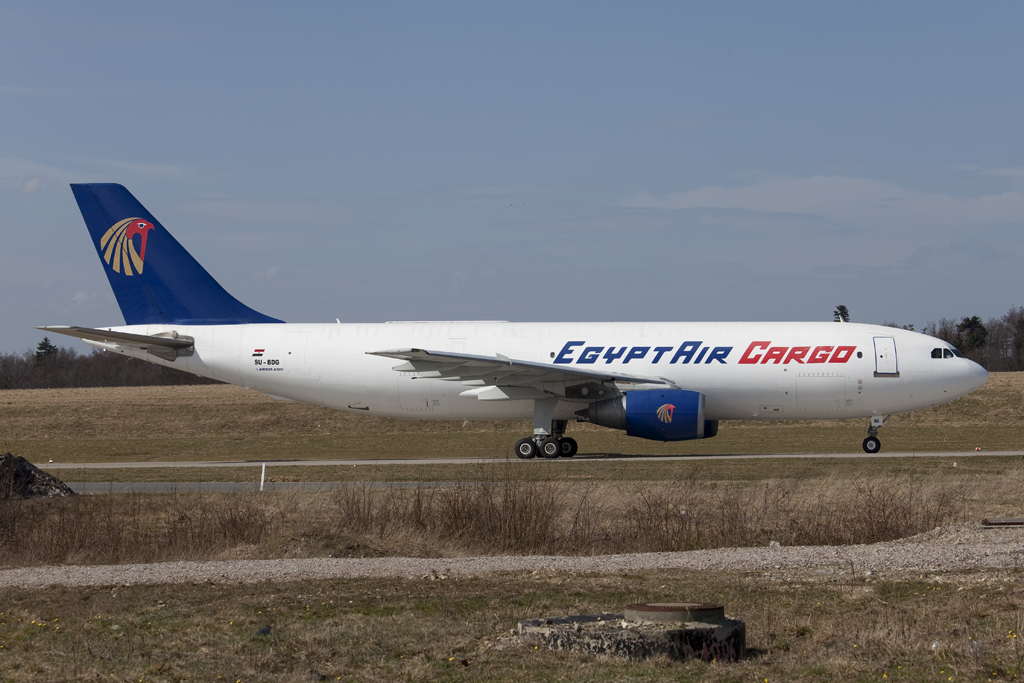
Az EgyptAir Cargo A300F gépe a Frankfurt–Hahn repülőtéren, 2010-ben

Az EgyptAir Cargo (arabul: مصر للطيران للشحن) egyiptomi teherszállító légitársaság. A céget 2002-ben hozták létre az állami tulajdonú EgyptAir Holding Company megalapításakor, annak egyik leányvállalataként. Három saját gépe mellett az EgyptAir utasszállítóin is szállít rakományt. Bázisrepülőtere a kairói nemzetközi repülőtér. A cég az IATA Cargo 2000 kezdeményezés tagja.

## Vállalati ügyek

### Tulajdonosi szerkezet
Az EgyptAir Cargo teljes tulajdonú leányvállalata az EgyptAir Holding Companynek, melynek 100%-ban az egyiptomi kormány a tulajdonosa.

### Üzleti trendek
Az elmúlt évek üzleti trendjei (az üzleti év június 30-án ér véget):
|                                    | 2008              | 2009        | 2010              | 2011        | 2012  | 2013  |
| ---------------------------------- | ----------------- | ----------- | ----------------- | ----------- | ----- | ----- |
| Pénzforgalom (E£m)                 | 962               | 573         | 596               | 603         | 652   | 587   |
| Nyereség (E£m)                     | 73                | 80          | 49                | 18          | 75    | 39    |
| Alkalmazottak száma                | >1000             | n/a         | n/a               | n/a         | >1400 | n/a   |
| Szállított rakomány (millió tonna) | 186               | 168         | 198               | 184         | 203   | 188   |
| Repülőgépek száma (év végén)       | 4                 | 4           | 4                 | 4           | 4     | 4     |
| Források/megjegyzések              | [ 3 ] [ 4 ] [ 5 ] | [ 4 ] [ 5 ] | [ 5 ] [ 6 ] [ 7 ] | [ 5 ] [ 7 ] | [ 5 ] | [ 8 ] |

## Úticélok
Jelenleg (2015 november) az EgyptAir Cargo a következő repülőterekre üzemeltet járatokat:
Belgium
- Oostende – Oostende–Brugge nemzetközi repülőtér

Csád
- N’Djamena – N’Djamenai nemzetközi repülőtér

Dél-Szudán
- Juba – Jubai nemzetközi repülőtér

Egyiptom
- Kairó – Kairói nemzetközi repülőtér bázis

Franciaország
- Châteauroux – Châteauroux-Centre "Marcel Dassault" repülőtér

Németország
- Köln – Köln–Bonn repülőtér

Olaszország
- Milánó – Milánó-Malpensai repülőtér

Törökország
- Isztambul – Atatürk nemzetközi repülőtér

Egyesült Arab Emirátusok
- Rász el-Haima – Rász el-Haima-i nemzetközi repülőtér

## Flotta
Az EgyptAir Cargo flottája 2017 áprilisában 3 gépből áll. A negyediket 2017. február 28-án vonta ki használatból az EgyptAir, és a drezdai repülőtéren alakították át teherszállítóvá az EgyptAir Cargo számára.

## Fordítás
- Ez a szócikk részben vagy egészben  az   EgyptAir Cargo című angol Wikipédia-szócikk ezen változatának fordításán alapul.  Az eredeti cikk szerkesztőit annak laptörténete sorolja fel. Ez a jelzés csupán a megfogalmazás eredetét és a szerzői jogokat jelzi, nem szolgál a cikkben szereplő információk forrásmegjelöléseként.